# کشیم تاتسانوفسکی
کشیم تاتسانوفسکی(نام علمی: Podiceps taczanowskii) نام یک گونه از تیره کشیم است.